# Run and gun
Run and gun (dt. „rennen und schießen“) ist eine Basketball-Taktik, bei der der Schwerpunkt auf schnellen Wurfabschluss gelegt wird und der Gegner „überrannt“ werden soll.

## Beschreibung
Die Grundüberlegung ist, dass bei schnellem Spiel nach vorne weder Angreifer noch Verteidiger richtig aufgestellt sind. Beim run and gun wird angenommen, dass der Defensivmalus des Gegners höher wiegt als der eigene Offensivmalus und auf den schnellen Wurf gedrängt wird. Hierfür werden ein guter Point Guard als Passgeber sowie athletische, wurfsichere Mitspieler als Abnehmer benötigt. Eine besondere Rolle kommt dem Fastbreak zu. Jeder gegnerische Ballverlust / eigene Rebound soll genutzt werden, um sofort nach vorne zu spielen und schnell zum Wurf/Dunk zu kommen.
Bei run and gun dominiert die Offensive. Vorteil der run and gun-Taktik ist die Schnelligkeit, mit der die Spielzüge abgeschlossen werden: Gegner mit langsamen Spielern können „überrannt“ werden. Wenn der Gegner selbst schnelle Verteidiger hat, ist die Taktik wenig wirksam. Außerdem ist diese Taktik sehr kraftraubend, da viel Wert auf Athletik gelegt wird.

## Anwendung
Run and gun war in den 1970er Jahren bei der American Basketball Association populär, dem kleineren Gegenstück der NBA. Da in der ABA wenige Center, aber dafür athletische Flügelspieler wie Julius Erving oder Rick Barry spielten, machten die Trainer diese Not zur Tugend und bauten ihre Teamstrategie sturmlastig. In den 1980er Jahren waren die Golden State Warriors sowie die Denver Nuggets für diesen offensivstarken, aber defensivschwachen Stil bekannt. In den 1990er Jahren spielten die Dallas Mavericks unter Trainer Don Nelson sowie wie Boston Celtics unter Coach Jim O’Brien die run and gun-Taktik.
Für die run and gun-Taktik sind heute die Golden State Warriors unter Nelson bekannt, die mit dieser Taktik in den NBA-Playoffs 2007 Basketball-Geschichte schrieben, indem sie die an Position 1 gesetzten Dallas Mavericks von Dirk Nowitzki besiegten. Ebenfalls spielen die Phoenix Suns run and gun.
Da im Basketball harte Defensivarbeit als Grundlage des Erfolgs gesehen wird, gilt der sehr offensivlastige run and gun als ein wenig einfältig. Doch in der WNBA wird run and gun erfolgreich von den Phoenix Mercury unter Trainer Paul Westhead durchgeführt. Als die Mercury 2007 Meister wurden, erklärte er, dass durch run and gun der Finalgegner Detroit Shock ständig unter Druck gesetzt werden konnte und Mercury dadurch schließlich gewann.